# Мора, Хосе Мария
Хосе Мария Мора (исп. Jose Maria Mora; 1850, Куба — 18 октября 1926, Нью-Йорк) — американский фотограф кубинского происхождения.
Сын плантатора. Учился в Европе, затем, после 1868 г., в Нью-Йорке у Наполеона Сарони. В 1870 г. открыл собственную студию, где работал до 1893 г., специализируясь на портретах знаменитостей и успешно торгуя фотокарточками. Среди тех, кто изображён на портретах Моры, — президенты США Честер Артур и Резерфорд Хейз, генерал Шерман, Томас Эдисон, посетивший в 1871 г. США великий князь Алексей Александрович и др.
Хосе Мария Мора быстро преуспел и стал известен своими фотографиями знаменитых актрис, которые позировали с дорогими предметами в руках на фоне живописных задних планов. Его репутация росла, как и росло количество придуманных и нарисованных задних фонов. Сотни этих задних фонов находились в его студии, готовые в любое время превратить её в столовую, бревенчатый дом, уголок пустыни или вершину горы, благо детали реквизита, необходимого для создания большей достоверности, были здесь же.